# Soma Vogel
Soma Vogel (* 7. Juli 1997 in Budapest) ist ein ungarischer Wasserballspieler. Er war mit der Nationalmannschaft einmal Olympiadritter und einmal Weltmeister.

## Karriere
Soma Vogel spielt seit seiner Kindheit als Torwart bei Ferencváros Budapest, mit diesem Verein war er 2018, 2019,  2022 und 2023 ungarischer Meister.
2015 war er mit der ungarischen Juniorenauswahl Dritter der Junioren-Weltmeisterschaften, Zwei Jahre später wurden die Ungarn Vierte.
2018 bei der Europameisterschaft in Barcelona belegten die Ungarn den achten Platz. Der 1,98 Meter große Soma Vogel war zweiter Torwart hinter Viktor Nagy. Vogel spielte zwei Partien durch und wurde einmal eingewechselt. Im Jahr darauf bei der Weltmeisterschaft 2019 in Gwangju besiegten die Ungarn im Viertelfinale die Australier. Nach Niederlagen gegen Italien im Halbfinale und gegen die Kroaten im Spiel um den dritten Platz erreichten die Ungarn den vierten Platz. Anfang 2020 fand die Europameisterschaft in Budapest statt. Die Ungarn gewannen ihre Vorrundengruppe vor den Spaniern, wobei der direkte Vergleich mit 7:7 endete. Nach einem Sieg über die Russen im Viertelfinale gewannen die Ungarn im Halbfinale mit 10:8 gegen Montenegro. Im Finale trafen die Ungarn wieder auf die Spanier. Nach der Verlängerung stand es 9:9, im Fünfmeterschießen bezwangen die Ungarn ihre Gegner mit 5:4. Wegen der COVID-19-Pandemie fanden die Olympischen Spiele in Tokio erst 2021 statt. Nach einem dritten Platz in ihrer Vorrundengruppe besiegten die Ungarn im Viertelfinale die Kroaten mit 15:11. Im Halbfinale unterlagen sie den Griechen mit 6:9. Das Spiel um den dritten Platz entschieden die Ungarn mit einem 9:5 über die Spanier für sich. Stammtorhüter war weiterhin Victor Nagy. Vogel spielte eine Vorrundenpartie durch und wurde in einer eingewechselt.
Im Jahr darauf fand die Weltmeisterschaft 2022 wieder in Budapest statt. Die Ungarn belegten den siebten Platz. Einen Monat später erreichten die Ungarn bei der Europameisterschaft in Split mit Siegen über Montenegro und Spanien das Finale, dort gewannen die Kroaten mit 10:9. Im Juli 2023 erreichten die Ungarn mit knappen Siegen über die Nationalteams aus den Vereinigten Staaten und aus Spanien das Finale bei den Weltmeisterschaften in Fukuoka. Im Endspiel gegen Griechenland konnten sich die Ungarn erst im Penalty-Schießen durchsetzen. Soma Vogel war weiterhin als Ersatztorwart dabei, Stammtorwart war Márton Lévai. Im Januar 2024 unterlagen die Ungarn den Italienern im Spiel um Bronze bei der Europameisterschaft in Eindhoven. Im Februar 2024 bei der Weltmeisterschaft in Doha erreichten die Ungarn den siebten Platz. Bei den Olympischen Spielen in Paris gewannen die Ungarn im Viertelfinale im Penaltyschießen gegen die Italiener. Das Halbfinale verloren die Ungarn mit 8:9 gegen die Kroaten. Im Spiel um Bronze stand es am Ende der regulären Spielzeit 8:8, im Penaltyschießen siegte das Team aus den Vereinigten Staaten. Vogel war 2024 Stammtorhüter der Ungarn, als zweiter Torwart war Márk Bányai dabei, der aber nur zu zwei Kurzeinsätzen in der Vorrunde kam.